# Eodorcadion zichyi
Eodorcadion zichyi là một loài bọ cánh cứng trong họ Cerambycidae.